# Pujols (Gironde)
Pour les articles homonymes, voir Pujols.
Ne doit pas être confondu avec Pujols-sur-Ciron dans le même département.
Pujols est une commune du Sud-Ouest de la France, située dans le département de la Gironde, en région Nouvelle-Aquitaine.

## Géographie

### Localisation
Située sur un promontoire surplombant les vallées de l'Escouach et de la Dordogne, à environ 5 km à vol d'oiseau au sud (rive gauche) de cette dernière, au sud de Castillon-la-Bataille, la commune de Pujols se trouve à 49 km à l'est de Bordeaux, chef-lieu du département et à 24 km au sud-est de Libourne, chef-lieu d'arrondissement.

### Communes limitrophes
Les communes limitrophes en sont Mouliets-et-Villemartin au nord, Doulezon à l'est, Ruch au sud-est sur environ un kilomètre, Bossugan au sud-ouest et Saint-Pey-de-Castets à l'ouest.
|                      | Mouliets-et-Villemartin |          |
| Saint-Pey-de-Castets | Pujols                  | Doulezon |
| Bossugan             |                         | Ruch     |

### Hydrographie
Les cours d'eau notables arrosant le territoire communal sont, d'une part, au sud, l'Escouach, qui fait office de limite territoriale avec la commune de Ruch, puis continue vers l'ouest vers Saint-Pey-de-Castets et Civrac-sur-Dordogne où il se jette dans la Dordogne, d'autre part, au nord, son affluent, le Romédol qui fait office de limite avec Mouliets-et-Villemartin avant de rejoindre l'Escouach sur la commune de Saint-Pey-de-Castets et, enfin, le ruisseau de Pedayne, affluent du Romédol, qui naît dans l'est de la commune.

### Climat
Pour des articles plus généraux, voir Climat de la Nouvelle-Aquitaine et Climat de la Gironde.
Historiquement, la commune est exposée à un climat océanique aquitain.  
En 2020, Météo-France publie une typologie des climats de la France métropolitaine dans laquelle la commune est exposée à un climat océanique et est dans la région climatique  Aquitaine, Gascogne, caractérisée par une pluviométrie abondante au printemps, modérée en automne, un faible ensoleillement au printemps, un été chaud (19,5 °C), des vents faibles, des brouillards fréquents en automne et en hiver et des orages fréquents en été (15 à 20 jours).
Pour la période 1971-2000, la température annuelle moyenne est de 13,4 °C, avec une amplitude thermique annuelle de 14,9 °C. Le cumul annuel moyen de précipitations est de 821 mm, avec 10,1 jours de précipitations en janvier et 6,5 jours en juillet. Pour la période 1991-2020, la température moyenne annuelle observée sur la station météorologique la plus proche, située sur la commune de Talence à 13 km à vol d'oiseau, est de 14,3 °C et le cumul annuel moyen de précipitations est de 884,0 mm,. Pour l'avenir, les paramètres climatiques de la commune estimés pour 2050 selon différents scénarios d’émission de gaz à effet de serre sont consultables sur un site dédié publié par Météo-France en novembre 2022.

## Urbanisme

### Typologie
Au 1er janvier 2024, Pujols est catégorisée commune rurale à habitat dispersé, selon la nouvelle grille communale de densité à sept niveaux définie par l'Insee en 2022.
Elle est située hors unité urbaine et hors attraction des villes,.

### Occupation des sols

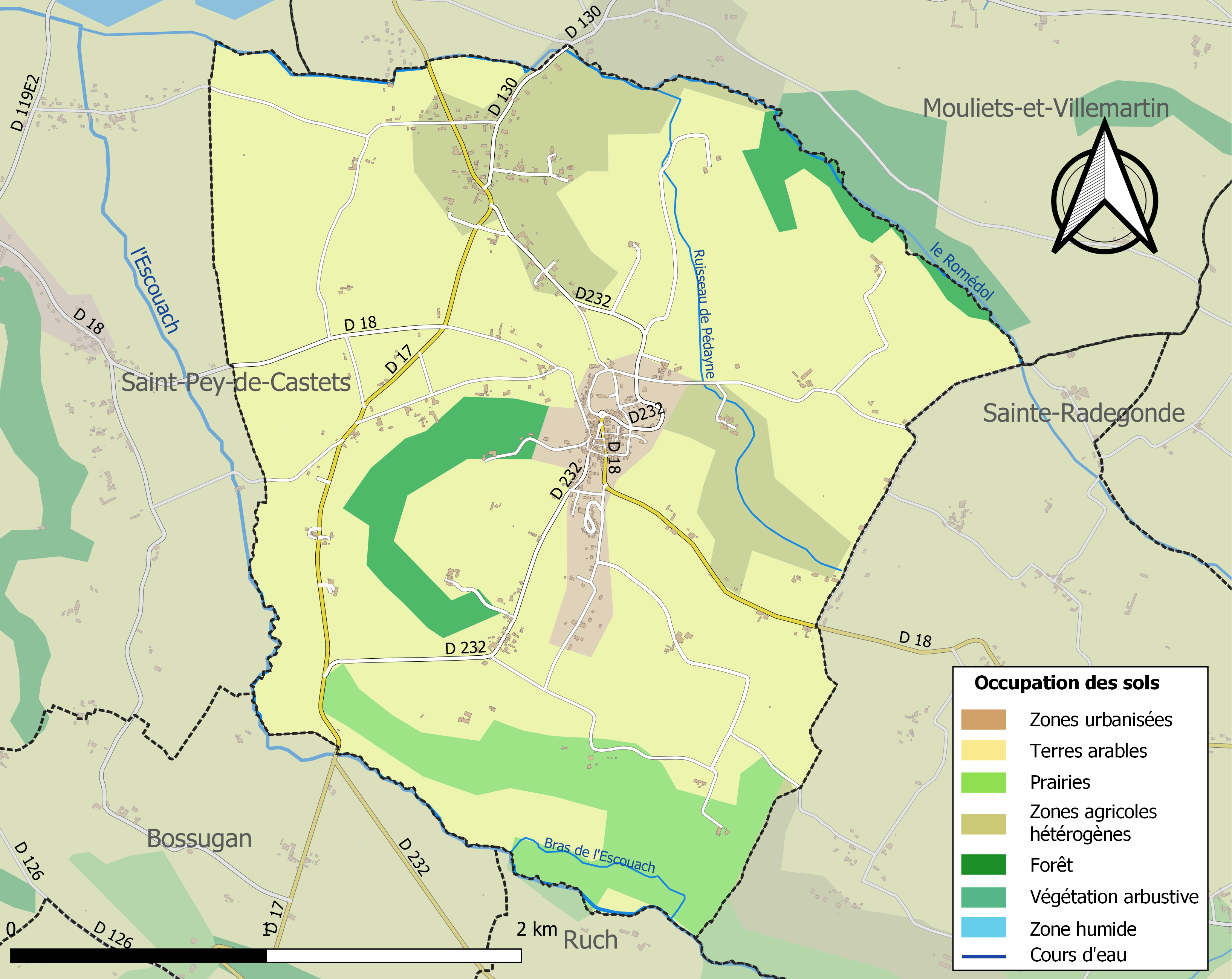
Carte des infrastructures et de l'occupation des sols de la commune en 2018 (CLC).

L'occupation des sols de la commune, telle qu'elle ressort de la base de données européenne d’occupation biophysique des sols Corine Land Cover (CLC), est marquée par l'importance des territoires agricoles (90,8 % en 2018), en diminution par rapport à 1990 (94,9 %). La répartition détaillée en 2018 est la suivante : 
cultures permanentes (60,7 %), terres arables (11 %), zones agricoles hétérogènes (10,8 %), prairies (8,3 %), forêts (5,1 %), zones urbanisées (4,1 %). L'évolution de l’occupation des sols de la commune et de ses infrastructures peut être observée sur les différentes représentations cartographiques du territoire : la carte de Cassini (XVIIIe siècle), la carte d'état-major (1820-1866) et les cartes ou photos aériennes de l'IGN pour la période actuelle (1950 à aujourd'hui).

### Voies de communication et transports
La principale voie de communication routière est la route départementale D 17 qui passe à moins d'un kilomètre à l'ouest du village et qui conduit vers le nord à Castillon-la-Bataille et vers le sud à Bossugan et, au-delà, à Pellegrue ; le village est traversé par la route départementale D 18 qui mène vers l'ouest à cette D 17 puis à Saint-Pey-de-Castets et vers l'ouest vers Doulezon et, au-delà, à Gensac ainsi que par la route départementale D 232 qui rejoint la D 17 au nord et au sud du village.

L'accès à la rive gauche de la Dordogne (département de la Dordogne) le plus proche est le pont dit de Castillon-la-Bataille (pont de pierre entre Mouliets-et-Villemartin et Castillon-la-Bataille), sur la route départementale D 17, distant de 5,5 km vers le nord ; le pont dit de Saint-Magne-de-Castillon (pont « Eiffel » entre Mouliets-et-Villemartin et Saint-Magne-de-Castillon), sur la route départementale D 119, distant de 6 km vers le nord-nord-ouest.

L'accès à l'autoroute A89 (Bordeaux-Lyon) le plus proche est celui de l'échangeur autoroutier avec la route nationale 89 qui se situe à 25 km vers le nord-ouest, tandis que l'accès no 11, dit de Coutras, est distant de 28 km vers le nord et l'accès no 12, dit de Montpon, est distant de 32 km vers le nord-est.

L'accès à l'autoroute A62 (Bordeaux-Toulouse) le plus proche est le no 4, dit de La Réole, distant de 38 km par la route vers le sud.
La gare SNCF la plus proche est celle, distante de 6,5 km vers le nord-nord-ouest, de Castillon-la-Bataille, sur la ligne Libourne - Sarlat du TER Nouvelle-Aquitaine.

### Risques majeurs
Le territoire de la commune de Pujols est vulnérable à différents aléas naturels : météorologiques (tempête, orage, neige, grand froid, canicule ou sécheresse), inondations, mouvements de terrains et séisme (sismicité très faible). Il est également exposé à un risque technologique, la rupture d'un barrage. Un site publié par le BRGM permet d'évaluer simplement et rapidement les risques d'un bien localisé soit par son adresse soit par le numéro de sa parcelle.

#### Risques naturels
La commune a été reconnue en état de catastrophe naturelle au titre des dommages causés par les inondations et coulées de boue survenues en 1982, 1997, 1999 et 2009,.
Les mouvements de terrains susceptibles de se produire sur la commune sont des éboulements, chutes de pierres et de blocs.

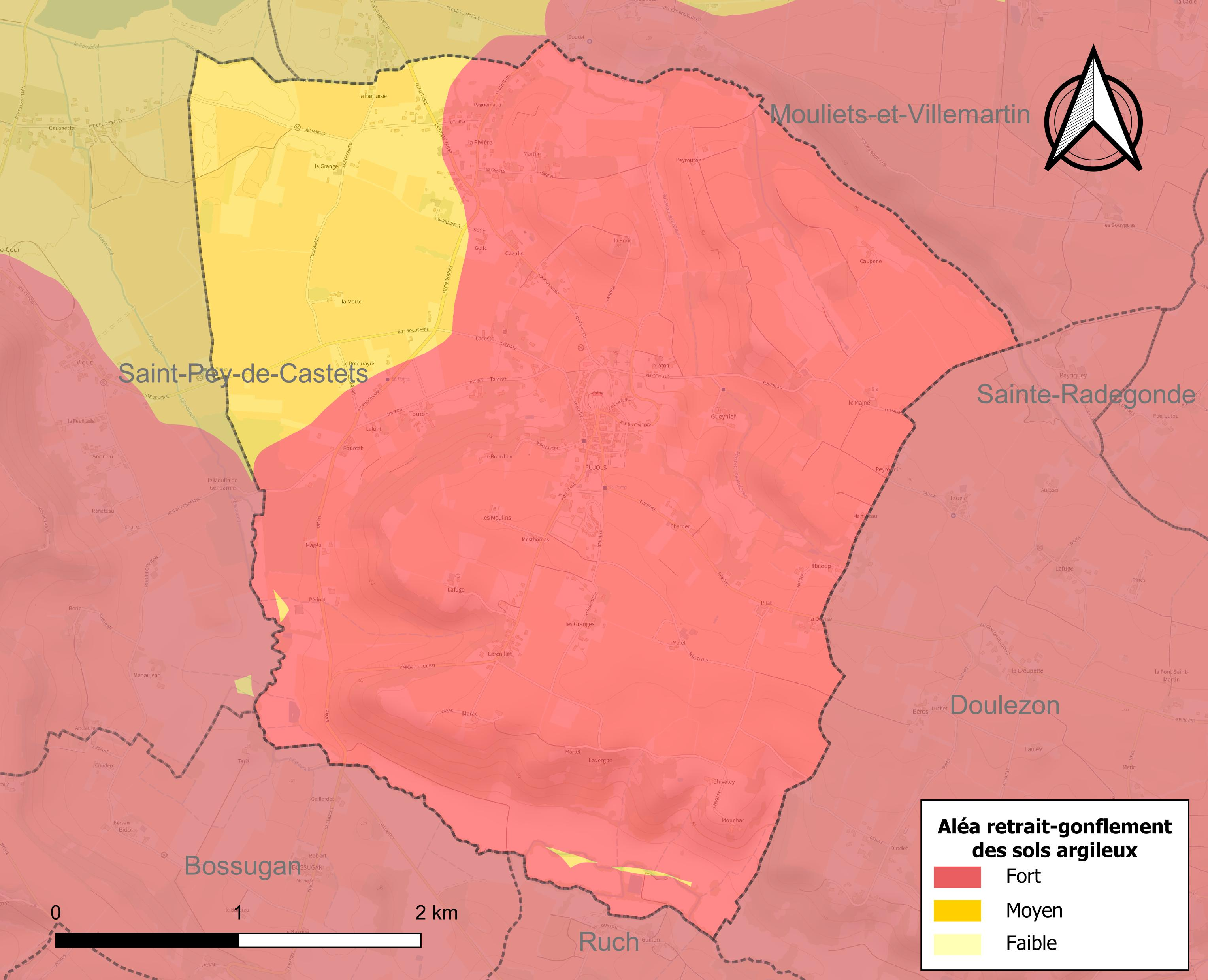
Carte des zones d'aléa retrait-gonflement des sols argileux de Pujols.

Le retrait-gonflement des sols argileux est susceptible d'engendrer des dommages importants aux bâtiments en cas d’alternance de périodes de sécheresse et de pluie. La totalité de la commune est en aléa moyen ou fort (67,4 % au niveau départemental et 48,5 % au niveau national). Sur les 324 bâtiments dénombrés sur la commune en 2019, 324 sont en aléa moyen ou fort, soit 100 %, à comparer aux 84 % au niveau départemental et 54 % au niveau national. Une cartographie de l'exposition du territoire national au retrait gonflement des sols argileux est disponible sur le site du BRGM,.
Par ailleurs, afin de mieux appréhender le risque d’affaissement de terrain, l'inventaire national des cavités souterraines permet de localiser celles situées sur la commune.
Concernant les mouvements de terrains, la commune a été reconnue en état de catastrophe naturelle au titre des dommages causés par des mouvements de terrain en 1999.

#### Risques technologiques
La commune est en outre située en aval du  barrage de Bort-les-Orgues, un ouvrage sur la Dordogne de classe A soumis à PPI, disposant d'une retenue de 477 millions de mètres cubes. À ce titre elle est susceptible d’être touchée par l’onde de submersion consécutive à la rupture de cet ouvrage.

## Toponymie
Le toponyme « Pujol  », également patronyme, est assez fréquent en aires linguistiques occitane et catalane ; il s'agit d'un mot occitan issu du bas latin podiollum avec le sens de « petite colline » et dérivé lui-même du latin podium qui désigne une « console », une « élévation ». Le nom de Pujols est dû à sa situation à une centaine de mètres d’altitude.
Le nom de la commune est Pujòus en gascon.
Les habitants en sont les Pujolais.

## Histoire
À la Révolution, la paroisse Notre-Dame de Pujols forme la commune de Pujols.
Le 22 juillet 1944, l'amiral Charles Platon, secrétaire d'État du maréchal Pétain, est enlevé par les maquisards du 6e Bataillon FTP à son domicile de Pujols. Condamné à mort, il est exécuté le 18 août 1944 à Valojoulx.

## Politique et administration
| Période                                  | Période   | Identité              | Étiquette | Qualité                     |
| ---------------------------------------- | --------- | --------------------- | --------- | --------------------------- |
| mars 2001                                | mars 2008 | Jean-Claude Gachinard |           |                             |
| mars 2008                                | 2020      | Marie-Émilie Sallette | PS        | Retraitée de l'enseignement |
| 2020                                     | En cours  | Delphine Condot       |           |                             |
| Les données manquantes sont à compléter. |           |                       |           |                             |

## Démographie
L'évolution du nombre d'habitants est connue à travers les recensements de la population effectués dans la commune depuis 1793. Pour les communes de moins de 10 000 habitants, une enquête de recensement portant sur toute la population est réalisée tous les cinq ans, les populations de référence des années intermédiaires étant quant à elles estimées par interpolation ou extrapolation. Pour la commune, le premier recensement exhaustif entrant dans le cadre du nouveau dispositif a été réalisé en 2006.

En 2022, la commune comptait 522 habitants, en évolution de −4,04 % par rapport à 2016 (Gironde : +6,91 %, France hors Mayotte : +2,11 %).
| 1793  | 1800  | 1806 | 1821 | 1831 | 1836 | 1841 | 1846 | 1851 |
| ----- | ----- | ---- | ---- | ---- | ---- | ---- | ---- | ---- |
| 1 006 | 1 012 | 944  | 916  | 892  | 839  | 755  | 839  | 760  |

| 1856 | 1861 | 1866 | 1872 | 1876 | 1881 | 1886 | 1891 | 1896 |
| ---- | ---- | ---- | ---- | ---- | ---- | ---- | ---- | ---- |
| 838  | 803  | 818  | 753  | 770  | 764  | 726  | 745  | 791  |

| 1901 | 1906 | 1911 | 1921 | 1926 | 1931 | 1936 | 1946 | 1954 |
| ---- | ---- | ---- | ---- | ---- | ---- | ---- | ---- | ---- |
| 813  | 765  | 714  | 688  | 668  | 669  | 669  | 636  | 629  |

| 1962 | 1968 | 1975 | 1982 | 1990 | 1999 | 2006 | 2011 | 2016 |
| ---- | ---- | ---- | ---- | ---- | ---- | ---- | ---- | ---- |
| 580  | 534  | 465  | 517  | 573  | 604  | 580  | 595  | 544  |

| 2021 | 2022 | - | - | - | - | - | - | - |
| ---- | ---- | - | - | - | - | - | - | - |
| 524  | 522  | - | - | - | - | - | - | - |

## Culture locale et patrimoine

### Lieux et monuments
- L'église Saint-Pierre construite aux XIIIe et XIVe siècles et initialement dédiée à la mère de Jésus et nommée Notre-Dame, est classée au titre des monuments historiques en 1846[31],[32].
- L'église renferme un sarcophage chrétien datant du Moyen Âge, portant sur le flanc la sculpture d'un chrisme dans une couronne, qui est classé au tire objet des monuments historiques depuis 1903[33].
- Du château construit aux XIVe et XVe siècles ne restent  que le corps de bâtiment est et le mur d'enceinte sud ;  il est inscrit au titre des monuments historiques en 1925[34].

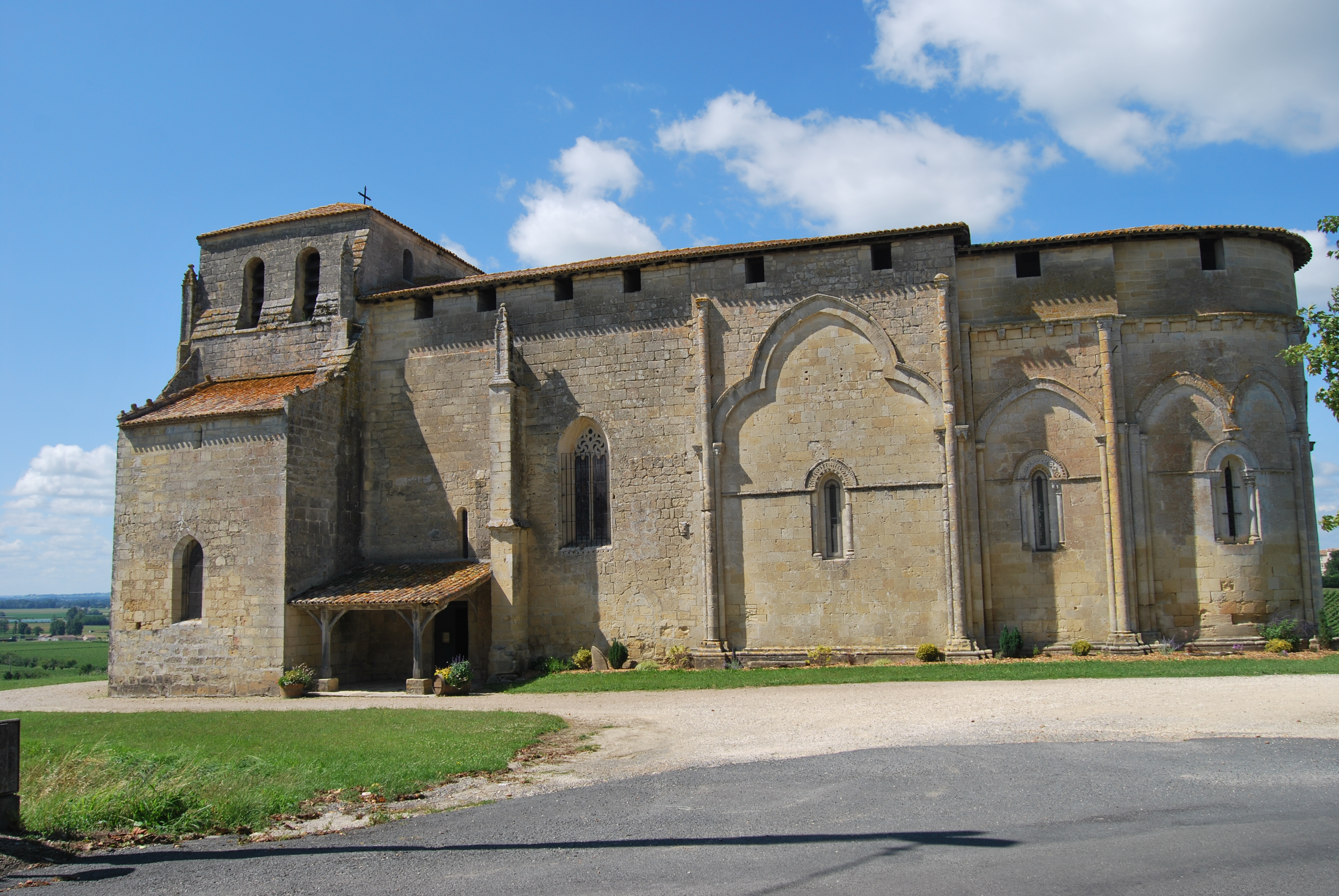
L'église Saint-Pierre (juillet 2014).
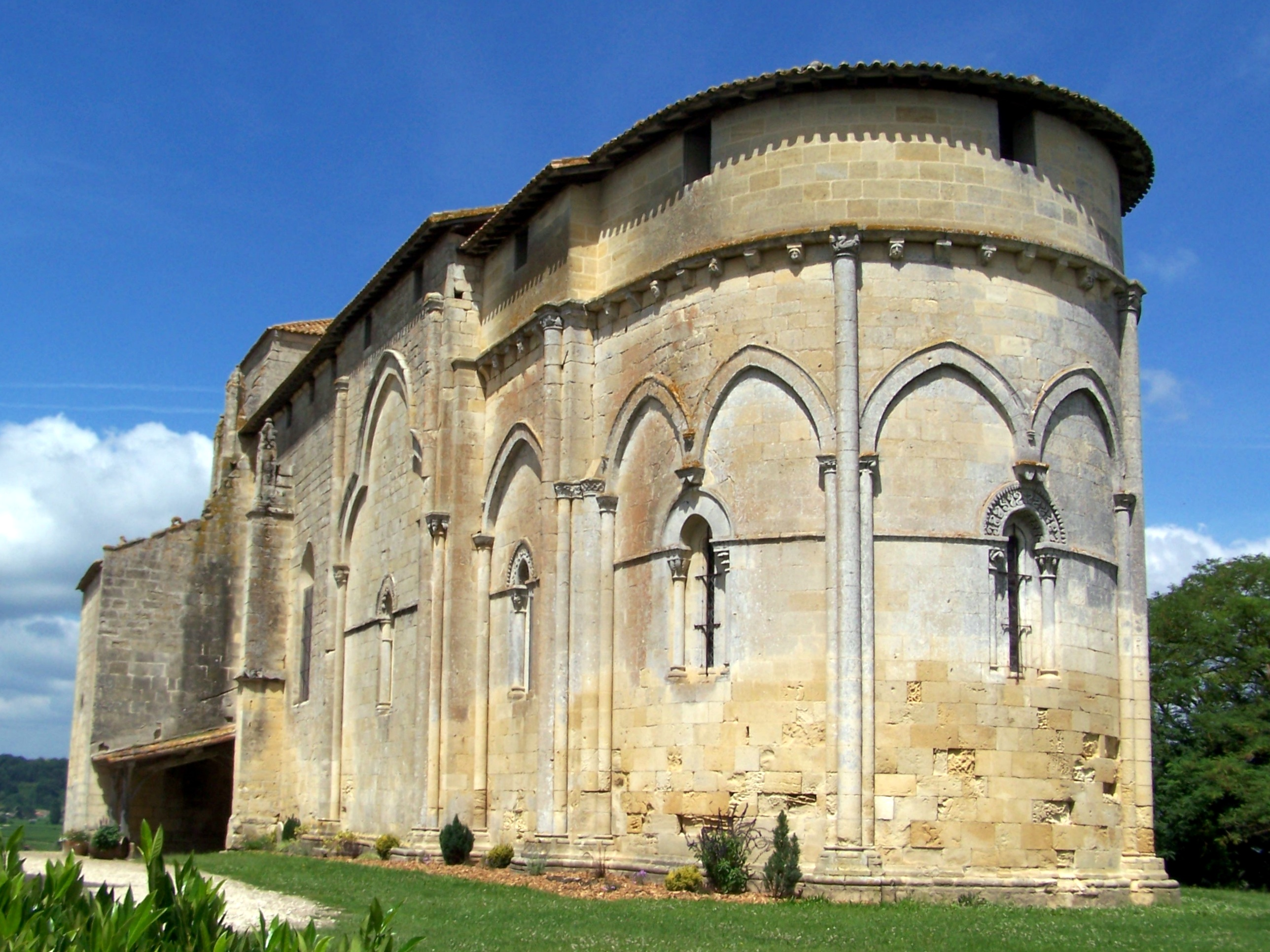
Le chevet de l'église (juillet 2014).
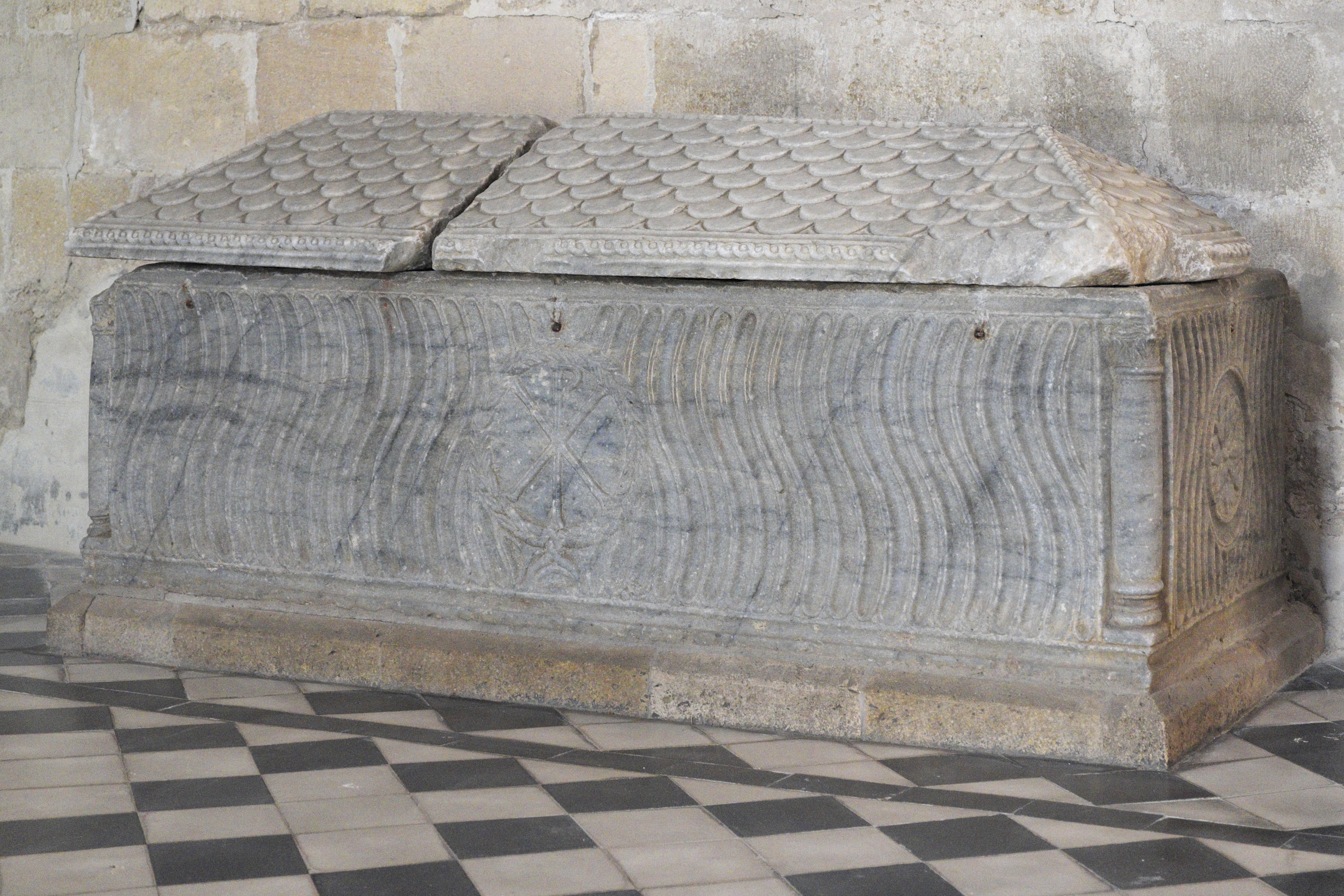
Le sarcophage (mars 2013).
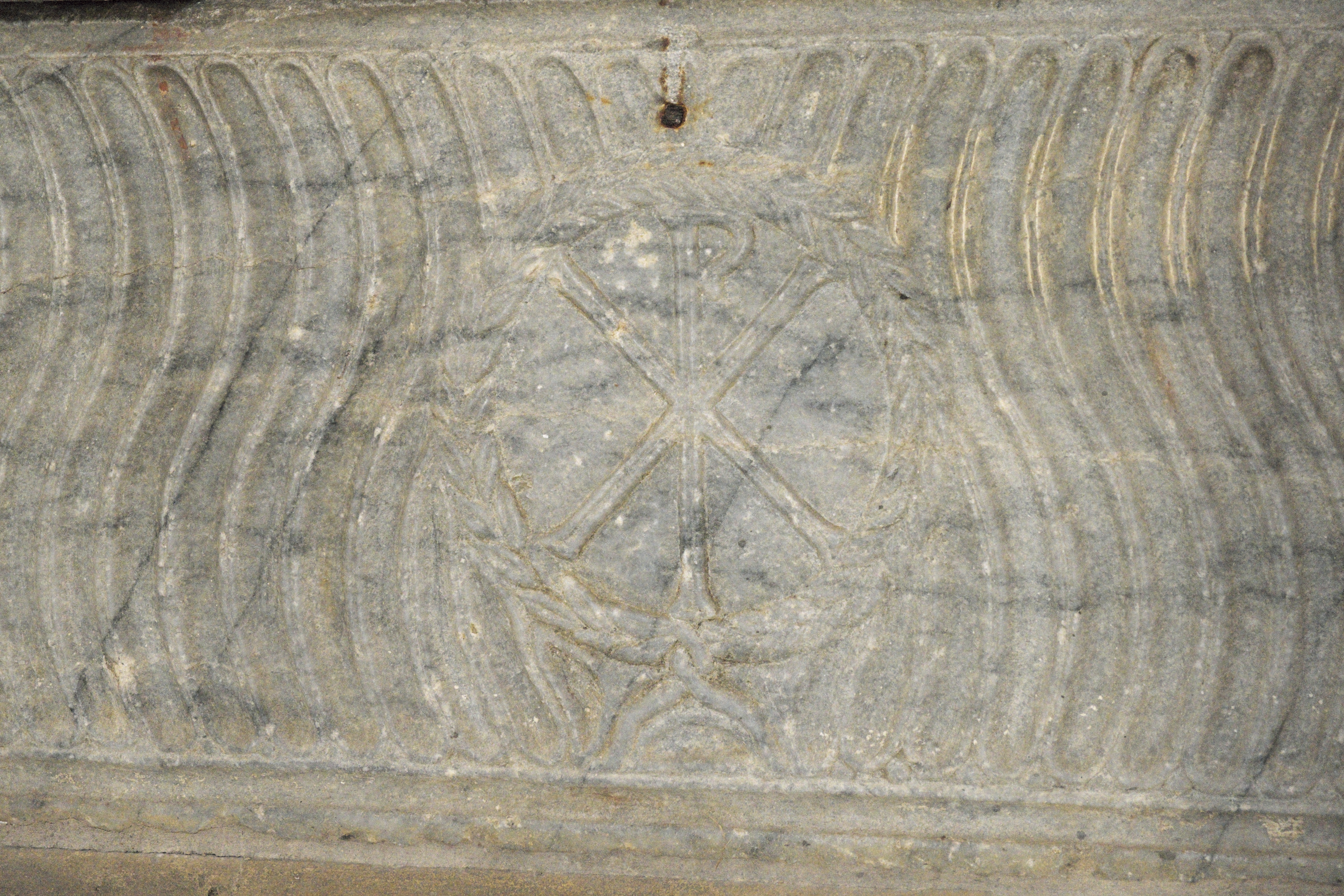
Le chrisme du sarcophage (mars 2013).
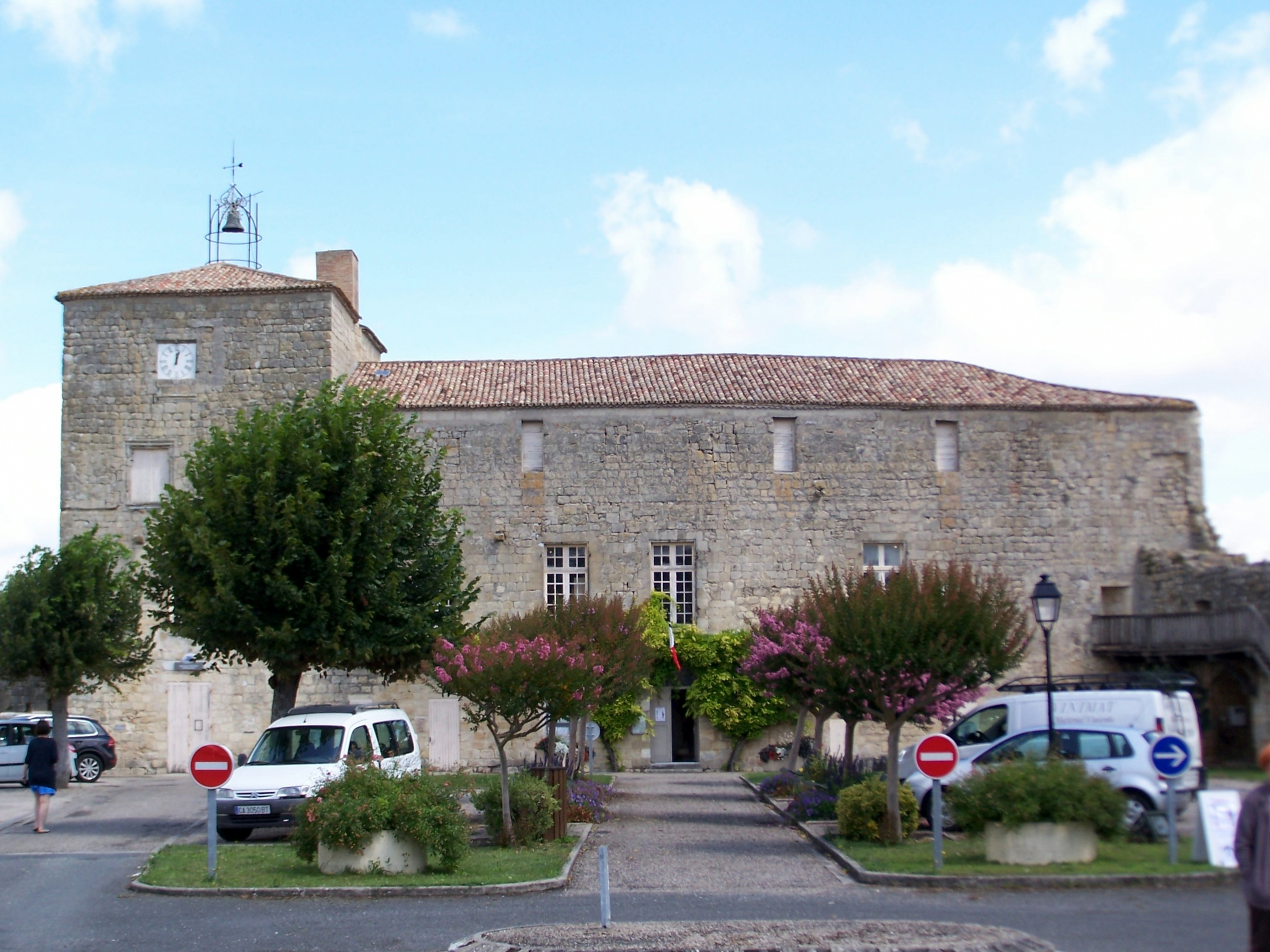
Le château (juillet 2014).
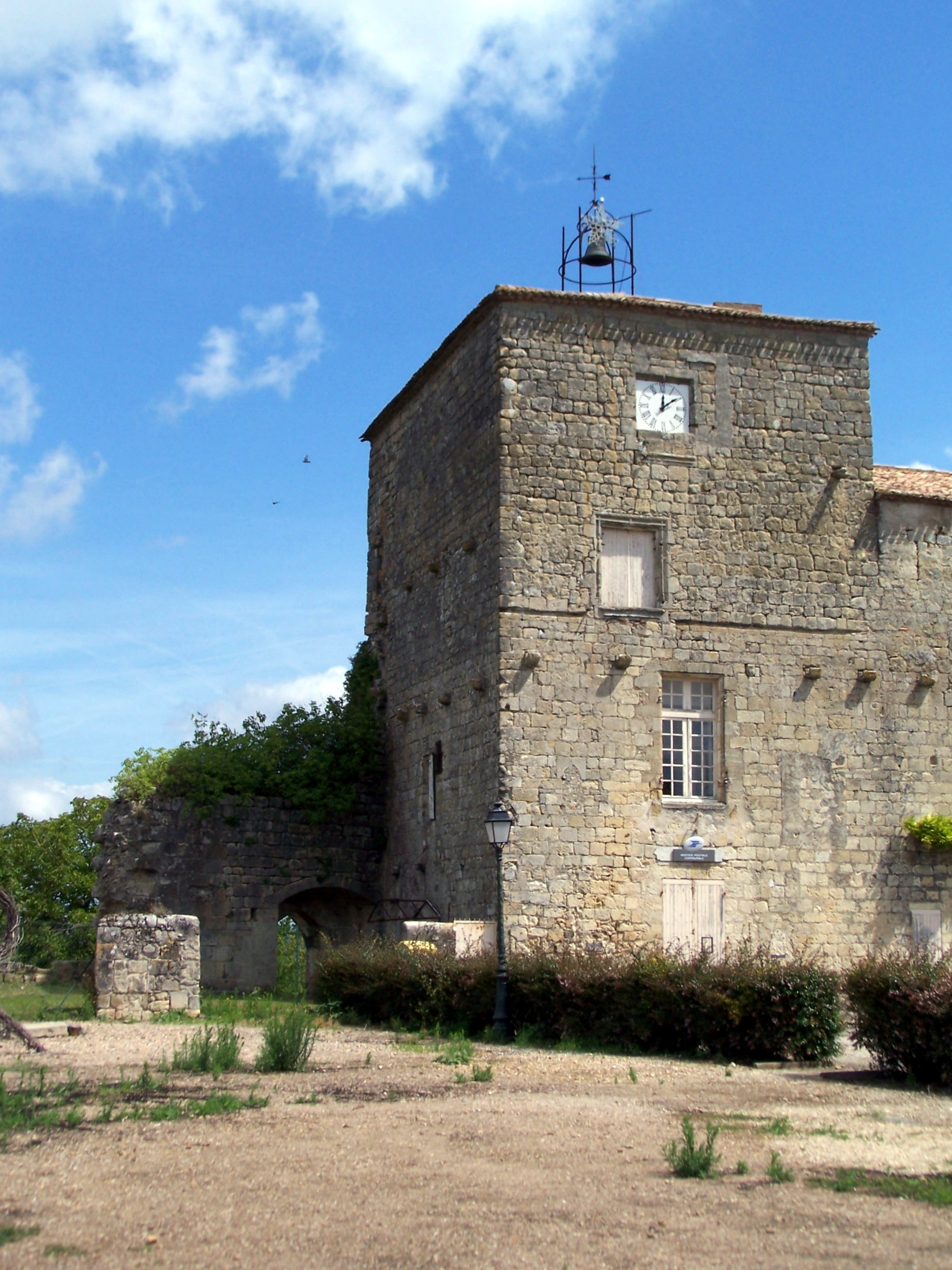
La tour du château (juillet 2014).
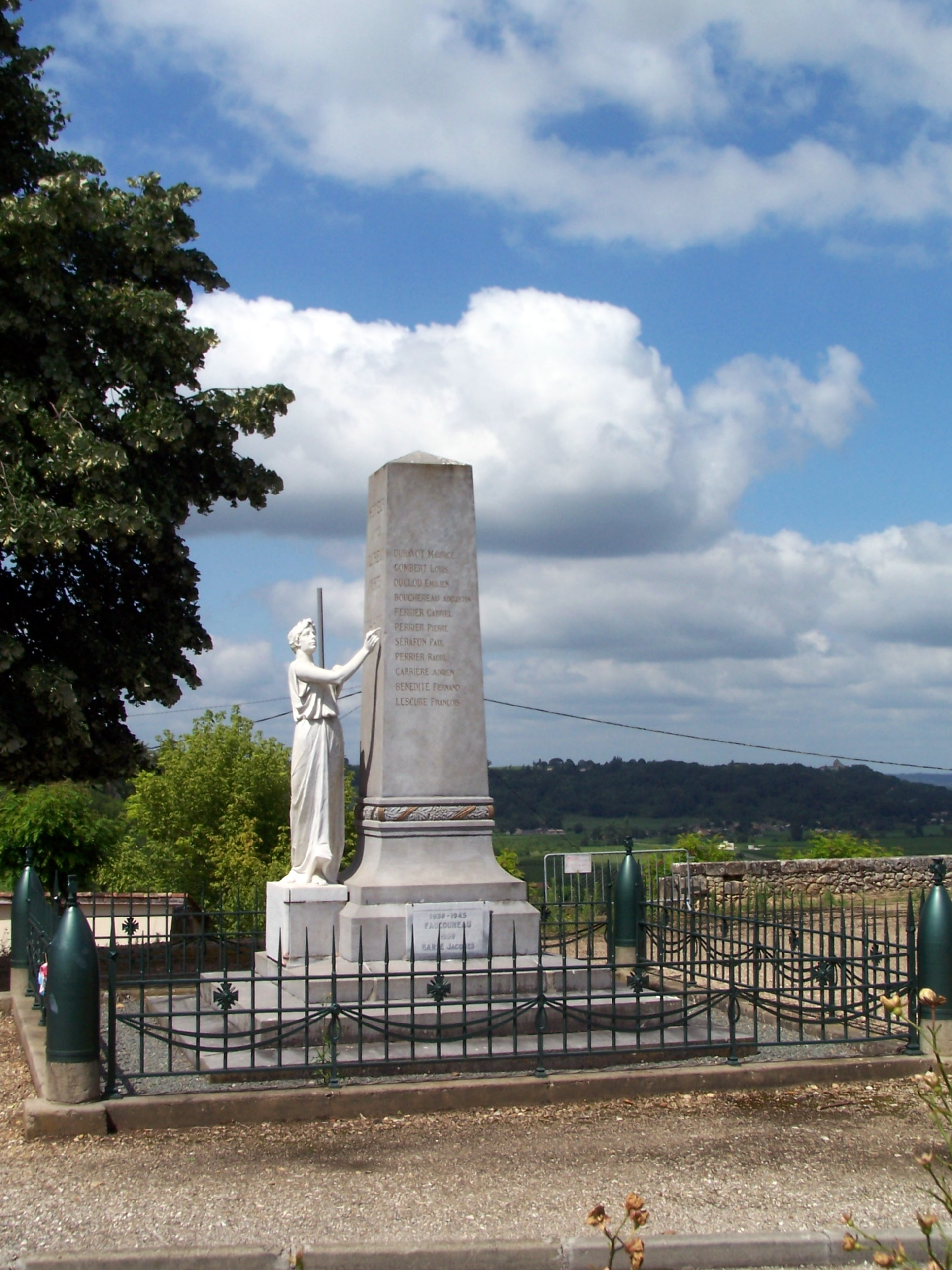
Le monument aux morts sur l'esplanade du Château (juillet 2014).

## Personnalités liées à la commune
- Charles Platon (1886-1944), amiral vichyste, né et inhumé dans la commune
- René Audubert (1892-1957), physico-chimiste et résistant, né dans la commune
- Yves Péron (1914-1977), résistant et député communiste, inhumé dans la commune

### Héraldique
| Armes | Les armes de Pujols se blasonnent ainsi : Écartelé, au premier et au quatrième d'argent à la bande d'azur, au deuxième et au troisième de gueules à la grappe de raisin tigée d'argent feuillée d'une pièce d'or. |